# 1-Aminoanthrachinon
1-Aminoanthrachinon ist eine chemische Verbindung aus der Gruppe der Anthrachinonderivate.

## Gewinnung und Darstellung
Die wichtigsten Herstellungsmethoden für 1-Aminoanthrachinon sind die Umsetzung der Anthrachinonsulfonsäure (2) mit Ammoniak, bzw. die Reduktion von 1-Nitroanthrachinon (3), welches durch Nitrierung von Anthrachinon (1) zugänglich ist.
Die Reduktion von Nitroanthrachinon wird beispielsweise mit Natriumsulfid oder Natriumhydrogensulfid durchgeführt. Alternativ zur Reduktion ist auch ein Austausch der Nitrogruppe gegen die Aminogruppe möglich, wobei diese Reaktion hauptsächlich bei der Herstellung sekundärer Amine verwendet wird.
Eine alternative Methode zur Darstellung von 1-Aminoanthrachinon unter Aufbau des Anthrachinongerüsts geht von 5-Nitronaphthochinon aus.
Durch Umsetzung von  1,3-Butadien (1) mit 5-Nitronaphthochinon (2) im Sinne einer Diels-Alder-Reaktion erhält man 5-Nitro-1,4,4a,9a-tetrahydroanthrachinon (3). Durch Oxidation wird 3 in das 1-Nitroanthrachinon (4) überführt, das anschließend zum 1-Aminoanthrachinon (5) reduziert wird.

## Eigenschaften
1-Aminoanthrachinon ist ein brennbarer, schwer entzündbarer, kristalliner, dunkelbrauner Feststoff, der praktisch unlöslich in Wasser ist.

## Verwendung
1-Aminoanthrachinon wird als Zwischenprodukt zur Herstellung von Anthrachinonfarbstoffen und Arzneistoffen verwendet.
Ein wichtiges Farbstoffzwischenprodukt ist die Bromaminsäure (1-Amino-4-bromanthrachinon-2-sulfonsäure) (6), die ausgehend von 1-Aminoanthrachinon (4), über eine Sulfonierung mit Chlorsulfonsäure oder Oleum und anschließender Bromierung zugänglich ist.